# Championnat d'Afrique du Nord de basket-ball
 (juin 2020).
Si vous disposez d'ouvrages ou d'articles de référence ou si vous connaissez des sites web de qualité traitant du thème abordé ici, merci de compléter l'article en donnant les références utiles à sa vérifiabilité et en les liant à la section « Notes et références ».
Le Championnat d'Afrique du Nord, appelé de 1920 à 1946 Challenge Steeg, et de 1946 à 1956 Ligue des Champions d'Afrique du Nord, est une compétition de basket-ball organisée en Afrique française du Nord par l'Union des Ligues nord-africaines de basket-ball entre 1920 et 1956.
Elle oppose en fin de saison les champions des cinq Ligues régionales de basket-ball d'Afrique du Nord pour désigner le champion d'Afrique du Nord. Elle disparaît en raison des indépendances du Maroc et de la Tunisie.

## Palmarès masculin
D'après les résultats connus :
- 1933 : Conscrits Gymnastes d'Alger
- 1934 : Spartiates d'Oran
- 1935 : RU Casablanca
- 1936 : RU Casablanca
- 1937 : RU Casablanca
- 1938 : Spartiates d'Oran
- 1939 : Spartiates d'Oran
- 1941 : Spartiates d'Oran
- 1942 : RU Casablanca
- 1946 : Spartiates d'Oran
- 1947 : OC Khouribga
- 1948 : Spartiates d'Oran
- 1949 : Spartiates d'Oran
- 1950 : Spartiates d'Oran
- 1951 : ASPTT Casablanca
- 1952 : US Marocaine
- 1953 : US Marocaine
- 1954 : US Marocaine
- 1956 : Banque US

## Palmarès féminin
- 1946 : JSSE Oran
- 1947 : JSSE Oran
- 1948 : JSSE Oran
- 1949 : Algéria-sport d'Alger
- 1950 : Algéria-sport d'Alger
- 1951 : Algéria-sport d'Alger
- 1952 : Heure Joyeuse d'Alger
- 1953 : Heure Joyeuse d'Alger
- 1954 : Stade Marocain